# فنون القتال المختلطة
فنون القتال المختلطة (بالإنجليزية: Mixed martial arts) اختصار (MMA) هي رياضة قتالية مزيج بين كثير من فنون الدفاع عن النفس، وتقنيات ومهارات مختلفة، تسمح القوانين باستخدام تقنيات الضربات المباشرة (Striking)و المسكات (Grappling) في وضعية الوقوف (Stand Up) أو على الأرضية (Ground Fighting)، مما يسمح المقاتلين بالدخول للرياضة بخلفيات مختلفة من فنون القتال: الجودو، التايكوندو، الملاكمة، المصارعة، الجو جيتسو، الكاراتي، موياي تاي، وغيرها.

## تاريخ الرياضة
على الرغم من شجبها في البداية من قبل النقاد باعتبارها رياضة دموية وحشية بدون قواعد، تخلت MMA تدريجيًا عن صورتها غير المحظورة وظهرت كواحدة من أسرع الرياضات المشاهد نموًا في العالم في أوائل القرن الحادي والعشرين. تخضع أحداث MMA للعقوبات في العديد من البلدان وفي جميع الولايات الأمريكية الخمسين. وحديثاً يلاحظ المشاهد أن المباراة تلعب داخل أقفاص.
يُعتقد أن فنون القتال المختلطة تعود إلى الألعاب الأولمبية القديمة في 648 قبل الميلاد، عندما اعتُبر التدريب القتالي للجيوش اليونانية -البانكرشن- رياضة قتالية لليونان القديمة. جمعت المنافسة الوحشية بين المصارعة والملاكمة والقتال في الشوارع. يُسمح بركل وضرب الخصم المُسقط؛ فقط العض وقلع العين ممنوعان. تنتهي المباراة حين يعترف أحد المقاتلين بالهزيمة أو فقد الوعي. في بعض الحالات، مات كثير من المنافسون أثناء المباريات. أصبح الألعاب القتالية واحدة من أكثر الأحداث شعبية في الألعاب الأولمبية القديمة.
في عام 393 م، قام الإمبراطور الروماني ثيودوسيوس الأول بحظر الألعاب الأولمبية، موضحًا نهاية السقوط كرياضة شعبية. ومع ذلك، ظهر هذا النمط من القتال لاحقًا في القرن العشرين في البرازيل من خلال رياضة قتالية تُعرف باسم فالي تودو («كل شيء مباح»). روج لها الأخوان كارلوس وهيليو جرايسي، اللذان بدآ مدرسة للجوجيتسو في ريو دي جانيرو في عام 1925. تعتبر فنون القتال المتنوع من أقدم الرياضات في العالم فهي موجودة منذ عصر الإغريق والرومان لكنها تطورت شيءًا فشيءًا حتى وصلت لما وصلت اليه الآن.
ظهر القتال المتنوع على يد عائلة جريسي وهي عائلة برازيلية قام الأب وهو هيليو جريسي أثناء إقامته بالبرازيل بتعلم الجودو في صغره وقام بالعديد من التعديل على الجودو وركز على القتال الأرضي أكثر من الرميات. وبدأ في خوض تحديات مع لاعبين يابانيين من ابرزهم أسطورة الجودو كامورا، وانتقل هذا الفن لأولاده الذين قاموا بخوض عدة نزالات مصورة مع فنون قتالية أخرى. قرروا بعد ذلك عرض فنهم على العالم وإتجهوا لأمريكا ليصوروا أول بطولة رياضية UFC 1 بشكلها الرياضي في أميركا عام [1993]م وواجه أبنهم (هويس جريسي) لاعبي كاراتيه وملاكمة ومصارعة ليفوز بالبطولة ويثبت للعالم قوة فنهم القتالي. واستمرت هذه البطولات بأرقامها المتسلسلة حتى يومنا الحالي. جذب الأشقاء الانتباه من خلال إعلان تحدي باسميهما «تحدي جرايسي» في الصحف المحلية، معلنين في الإعلانات: «إذا كنت تريد كسر ذراع، أو ضلع، اتصل كارلوس جرايسي» سيواجه الأخوان جميع المنافسين، وأصبحت مبارياتهم، التي تشبه مباريات الألعاب القتالية -البانكرشن اليونانية- شائعة جدًا لدرجة أنهم نقلوا إلى ملاعب كرة القدم الكبيرة (اتحاد كرة القدم) لاستيعاب الجماهير.
مبارزات الـ MMA الحديثة بدأت في 1993 عندما تأسست شركة Ultimate Fighting Championship المعروفة بـ (UFC) وهي الشركة الرائدة في العالم لهذه الرياضة بالرغم من أن هذه الرياضة احترفت في اليابان من قبل شركة (Shooto) في 1989. وقد تأسست الرياضة سعيًا لمعرفة أكثر فن قتال تأثيرًا وفائدة لمواقف الدفاع عن النفس بدون أسلحة، كانت المباريات تقام بتحريض الخصم على الآخر وبقوانين سلامة قليلة جدًا، ومع مرور الوقت حدثت القوانين لضمان سلامة المقاتلين وتقدم الرياضة.
ريك بلوم (Rick Blume) هو الذي أسمى الرياضة بهذا الاسم (Mixed Martial Arts) في 1995 وبعد هذه التحديثات ارتفعت الرياضة عالميًا وحجز لها مواقع على الدفع مقابل المشاهدة (Pay-Per-View)، مثل الملاكمة والمصارعة الحرة.

## القوانين
لعبت UFC دورًا أساسيًا في الضغط من أجل مجموعة من القواعد لتوحيد الرياضة عالميًا، وبحلول عام 2009، اعتمدت الهيئات التنظيمية في الولايات المتحدة والعديد من العروض الترويجية القتالية في جميع أنحاء العالم معايير تعرف باسم القواعد الموحدة لفنون القتال المختلطة. بموجب هذه القواعد، يتنافس المشاركون في MMA في حلقة أو منطقة مسيجة، ويقاتلون باستخدام قفازات بدون أصابع مبطنة ولكن لا يرتدون أحذية أو أغطية رأس. قد يضربون أو يرمون أو يركلون أو يصارعون الخصم، ويمكن شن الهجمات إما من وضع الوقوف أو على الأرض. ومع ذلك، يُحظر نطح الرأس والخداع (دفع إصبع أو إبهام في عين الخصم) والعض وشد الشعر وهجمات الفخذ من أي نوع. ضربات الكوع لأسفل، وضربات الحلق، والضربات على العمود الفقري أو مؤخرة الرأس هي أيضًا غير قانونية، وكذلك بعض الهجمات ضد خصم فاقد الوعي، بما في ذلك ركل أو ركب الرأس. في حالة انتهاك أحد المقاتلين لقاعدة ما، يجوز للحكم إصدار تحذير أو خصم نقاط، أو -لا سيما عندما يُعتبر ارتكاب خطأ صارخ - استبعاد المتسابق المخالف.
ويجب ارتداء ملابس محددة في هذه الرياضة وإلا اعتبرت مخالفا للقوانين، حيث ينص فيما يخص الملابس على: يجب على كل متسابق ارتداء شورت مختلط لفنون الدفاع عن النفس، أو شورت لركوب الدراجات، أو شورت ملاكمة. وفي مادة أخرى يمنع ارتداء الحذاء وفي مادة أخرى «في جميع فئات الوزن، يجب أن تقتصر الضمادات الموجودة على يد كل متسابق على قماش شاش ناعم لا يزيد طوله عن 13 ياردة وعرضه بوصتان، ويثبت في مكانه بما لا يزيد عن 10 أقدام من شريط الجراح، بعرض بوصة واحدة، لكل يد». بالإضافة لإجراءات صارمة حيث أنه قبل وضع القفازات يفتش المدير المقاتل.

## الفوز
هناك عدة طرق للفوز في رياضة فنون القتال المتنوع:

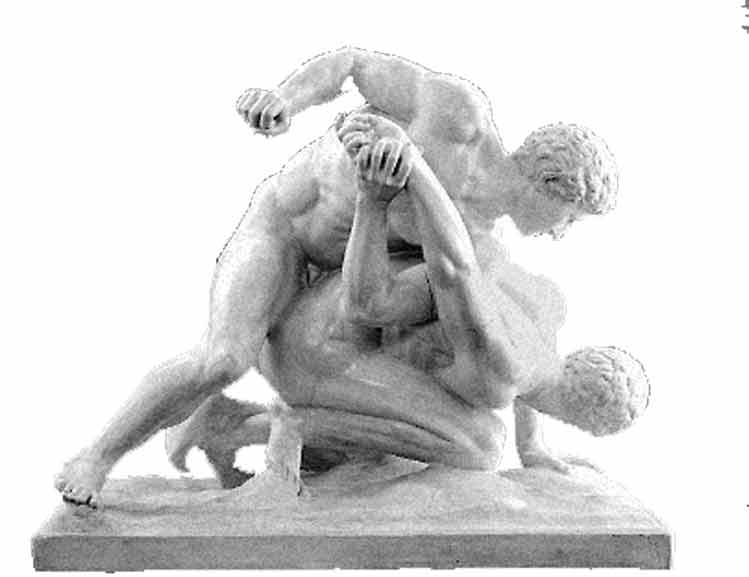
رياضة البانكرشن هي سلف فنون القتال المتنوع

- 1 الاستسلام (Submission): أن يعلن أحد المتنافسين عن استسلامه.
- 2 Technical Knockout "TKO : قرار الحكم بأن أحد المتقاتلين غير قادر على مواجهة خصمه فيقوم بإنهاء المباراة وتسمى TKO.
- 3 Doctor Stoppage I أن يقوم الطبيب بإنهاء المباراة بسبب عمق الجرح أو كسر شديد أو ما شابه وحفاظا على حياة المشتركين.
- 4 Knockout "KO : الضربة القاضية النوع الأكثر إثاره للجماهير، وفي هذا النوع المباراة تنتهى بعد لكمة قوية أو ركلة قوية، يسقط بعدها الخصم ويصبح غير قادر على الحركة.
- 5 عند انتهاء مدة المباراة دون أن يتمكن أحد المقاتلين من التغلب على خصمه، يقوم ثلاثة من الحكام بإعلان الفائز حسب إحرازه لأكبر عدد من النقاط.

## أوزان
الاوزان في رياضة فنون القتال المتنوع تنقسم:
- الوزن الثقيل (Heavyweight): وتكون حدوده 265 lb بمعنى 120 كغ.
- وزن ثقيل خفيف

(Light Heavyweight): وتكون حدوده 205 lb بمعنى 93 كغ.
- وزن متوسط (Middleweight): وتكون حدوده 185 lb بمعنى 84 كغ.
- وزن اقل من متوسط (Welterweight): وتكون حدوده 170 lb بمعنى 77 كغ.
- وزن خفيف (Lightweight): وتكون حدوده 155 lb بمعنى 70 كغ.
- وتوجد بعض الاوزان الاخف من ذلك ولكن لا يوجد لها اهتمام كبير منها الوزن Super Heavyweight والذي ليس فيه حدود.

## الوطن العربي
وفي خريف عام 2012 في 7 من سبتمبر والتي أقيمت في العاصمة الأردنية عمان انطلقت دزرت فورس وهي أحد بطولات الفنون القتالية المختلطة، وتعتبر تلك البطولة هي الأولى من نوعها التي تستهدف المقاتلين العرب في الشرق الأوسط. تستضيف Desert Force في البداية مجموعة من أربعة بطولات كل عام، كما تعتمد على مبدأ الإقصاء أو خروج المغلوب. ويشارك في تلك البطولة مجموعة متنوعة من المقاتلين من مختلف الدول العربية بما فيها المملكة العربية السعودية. وسيكون هناك أربعة أوزان مختلفة طبقا لما هو معتمد دوليا في بطولات الفنون القتالية المختلطة (MMA). ولا تقتصر المنافسة في تلك البطولة على المقاتلين فقط وإنما أيضا هناك منافسة كبيرة بين حكام المباريات حيث سيتأهل أفضل الحكام من أجل المشاركة في بطولات دولية مشهورة.